# Marcel Vibert
Marcel Étienne Vibert (* 2. November 1883 in Paris, Frankreich; † 11. Juni 1959 ebenda) war ein französischer Schauspieler, ein Veteran des heimischen Films.

## Leben und Wirken
Vibert stieß zu Beginn des 20. Jahrhunderts zur Schauspielerei, trat vermutlich einige wenige Jahre am Theater auf, ehe er bereits im Jahre 1909 erstmals vor die Kamera trat. In den kommenden fünf Jahrzehnten spielte er eine Fülle von Neben- aber auch einigen Hauptrollen in sehr unterschiedlichen Produktionen – bis Kriegsausbruch 1914 ausschließlich in kurzen Filmen wie etwa in einer frühen Drei Musketiere-Verfilmung, in der er den Musketier Athos gab. Mit einem vor allem in späteren Jahren oftmals grimmigen Gesichtsausdruck ausgestattet, spielte Marcel Vibert vorzugsweise Herren aller Arten; Grandseigneurs, Adelige und Machtmenschen.
In den ausgehenden 1920er-Jahren, als sich die Stummfilm-Ära dem Ende zuneigte, erhielt Vibert in dem zuvor genannten Rollenfach auch mehrere Angebote vom britischen, österreichischen und vor allem deutschen Film und übernahm tragende Rollen in Inszenierungen profilierter Regieprofis wie Rex Ingram, E. A. Dupont, Alfred Hitchcock, Geza von Bolvary und Robert Land. Bisweilen überschlugen sich die Kritiken, etwa nach Interpretation des Don Miguel in Bolvarys Champagner-Film. So war beispielsweise im Neuen Wiener Journal zu lesen: „Ganz trefflich auch charakterisiert Marcel Vibert das Wesen des argentinischen Lebemannes“. Die Österreichische Film-Zeitung widmete dem Franzosen in einem längeren Artikel zu diesem Film sogar einen eigenen Absatz. Dort hieß es: “Ein besonderes Wort noch für Marcel Vibert. Er war das Ereignis dieses Films – ein prachtvoller Schauspieler und eine prachtvolle Erscheinung. Er wirkte durch seinen Charme, seine Eleganz, durch seine Lebensfreude geradezu faszinierend”.
Mit Beginn des Tonfilms wirkte Marcel Vibert auch in einigen französischen Filmfassungen deutscher Originale mit, Mitte der 1930er Jahre stellte er seine Tätigkeit vor der Kamera weitgehend ein. In späteren Jahren wurden Viberts Rollen kleiner und seine Filme unbedeutender. 1943 übernahm er eine Rolle in dem berüchtigten faschistischen Propagandakurzfilm Forces occultes. Der Künstler war seit Oktober 1930 mit der Berufskollegin Hélène Darly (1900–1994) verheiratet, mit der er auch mehrfach gemeinsam vor der Kamera gestanden hatte.

## Filmografie
- 1909: Le Fils de l'esclave
- 1912: Théodora
- 1912: Les Trois Mousquetaires
- 1913: La Petite Fifi
- 1913: Serge Panine
- 1913: Le Mannequin
- 1914: Les Frontières du cœur
- 1920: Irène
- 1920: La Dette
- 1921: Chantelouve
- 1922: Le Grillon du foyer
- 1923: Les Opprimés
- 1923: Alles für meinen Jungen (Le Petit Jacques)
- 1924: Terreur
- 1925: Le Bossu
- 1926: Le Berceau de Dieu
- 1926: U-Boot in Gefahr (Nitchevo)
- 1927: Das größte Opfer (The Garden of Allah)
- 1928: Moulin Rouge
- 1928: Champagne
- 1928: Life
- 1928: Paris-New York-Paris
- 1929: Champagner
- 1929: Der Held aller Mädchenträume
- 1929: Der lustige Witwer
- 1929: Heilige oder Dirne
- 1930: Hai-Tang
- 1930: Atlantis
- 1930: Tropiques
- 1931: Princesse, à vos ordres!
- 1931: Le Parfum de la dame en noir
- 1932: Le Coffret de laue
- 1932: La Cure sentimentale
- 1933: Gardez le sourire
- 1933: Le Crime du chemin Rouge
- 1934: Un de la montagne
- 1934: Princesse Czardas
- 1936: Le Mort en fuite
- 1941: Mam'zelle Bonaparte
- 1942: Forte Tête
- 1943: Forces occultes (Propagandakurzfilm)
- 1946: Das Halsband der Königin (L'Affaire du collier de la reine)
- 1947: Coïncidences
- 1952: Le profanateur (Fernsehfilm)
- 1954: Les deux font la paire
- 1956: La Joyeuse Prison